# NGC 28
NGC 28 (również PGC 730) – galaktyka eliptyczna (E1), znajdująca się w gwiazdozbiorze Feniksa w odległości około 450 milionów lat świetlnych. Została odkryta 28 października 1834 roku przez Johna Herschela.